# Eleição municipal de Timon em 2008
A eleição municipal de Timon, realizada em 5 de outubro de 2008, teve como principais candidatos Socorro Waquim (PMDB), Luciano Leitoa (PSB), Professora Uerly Queiroz (PT) e Francisco das Chagas Santos Brito (PSTU) e resultou na vitória de Socorro Waquim do PMDB.
Antes da eleição, Timon era governada por Socorro Waquim (PMDB), que foi eleita prefeita em 2004, derrotando Chico Leitoa (PDT).

## Resultado da eleição para prefeito

### Primeiro turno
| Candidatos a prefeito                  | Número | Votação | Percentual |
| -------------------------------------- | ------ | ------- | ---------- |
| Socorro Waquim PMDB                    | 15     | 40.698  | 53,91%     |
| Luciano Leitoa PSB                     | 40     | 33.422  | 44,27%     |
| Professora Uerly Queiroz PT            | 13     | 984     | 1,30%      |
| Francisco das Chagas Santos Brito PSTU | 16     | 393     | 0,52%      |